# Else Meister
Else Meister (Pseudonym: Alice Koch; * 17. Dezember 1912 in Frankfurt am Main als Else Koch; † 29. November 2005 in Hagen) war eine deutsche Schriftstellerin.

## Leben
Else Meister absolvierte eine Ausbildung zur Sekretärin und übte diesen Beruf in Frankfurt am Main aus. 1935 heiratete sie den Autor Ernst Meister. Aus dieser Ehe gingen vier Kinder hervor. Else Meister lebte mit ihrer Familie in Hagen. Neben ihrer Tätigkeit als Hausfrau verfasste sie – teilweise gemeinsam mit ihrem Ehemann – erzählende Prosa und Gedichte. Sie war Mitglied des Verbandes Deutscher Schriftsteller.

## Werke
- Von der niemand gehörenden Einsamkeit, Hagen 1979 (unter dem Namen Alice Koch)
- Der weinende Fisch, Aachen 1988 (unter dem Namen Alice Koch)
- Wenn Augen Augen suchen, Aachen 1993 (unter dem Namen Alice Koch)

## Herausgeberschaft
- Marie von Ebner-Eschenbach: Werke, Berlin 1969